# Ukrajinska glasba
Ukrajinska glasba zajema raznolike in večkompleksne elemente glasbe, ki jo najdemo v zahodni in vzhodni glasbeni civilizaciji. Ima tudi zelo močno avtohtono slovansko in krščansko edinstvenost, katere elementi so bili uporabljeni med območji, ki obkrožajo sodobno Ukrajino.  
Ukrajina je tudi redko priznano glasbeno osrčje nekdanjega Ruskega cesarstva, kjer se nahaja njena prva profesionalna glasbena akademija, ki se je odprla sredi 18. stoletja in je dala številne zgodnje glasbenike in skladatelje.
Sodobna Ukrajina leži severno od Črnega morja, pred sedanjostjo je bila del Sovjetske zveze. Več njenih etničnih skupin, ki živijo v Ukrajini, ima svoje edinstvene glasbene tradicije, nekatere pa so razvile posebne glasbene tradicije v povezavi z deželo, v kateri živijo.